# RADIOすときゃ!
RADIOすときゃ!はインターネットラジオ配信サイトである。2007年（平成19年）11月に開設、2010年（平成22年）12月22日まで音声番組を配信していた。

## 沿革
- 2007年（平成19年）11月： すときゃ!閉局の為、配信していた一部の番組をRADIOすときゃ!で引き継ぐ。
- 2009年（平成21年）7月1日：運営停止。
- 2010年（平成22年）12月22日：閉鎖。

## 放送された番組

### ラジオ第一放送
- 静電気ラヂオ（事実上の配信終了）

### ラジオ第二放送
- 青柳の腐女子ラジオ（ねとらじ・Stickam JAPAN!・ニコニコ生放送に移転していたが2011年頃に配信終了している。）

### 総合テレビジョン
- 一度も配信なし。

## 配信終了した番組
- 遊限会社 不CAKEの「いつかは社会人」（ラジオ第一放送） - （2008年（平成20年）10月13日 - 2008年（平成20年）12月1日・全 8回）

## 移転した番組
- あじゃおっス!（ラジオ第一放送） - （？ - 2008年（平成20年）12月8日以降は足立FM開局準備会で配信していたが、多忙を理由に番組継続が不可能となり2010年（平成22年）4月3日をもって終了した。）
- あおらじ（ラジオ第一放送） - 2009年（平成21年）6月29日をもって、ここでの配信を終了。2009年（平成21年）7月11日以降は足立FM開局準備会で配信をしていたが、2013年（平成25年）5月11日？5月18日？をもって配信終了した。
- ちょこれいとタイム（2010年（平成22年）3月12日 - 2011年（平成23年）2月25日） - 2010年（平成22年）5月24日・5月31日・6月17日のみ配信。以降はStickamに移転、配信するが2011年（平成23年）2月25日終了。（全12回）